# 65785 Carlafracci
65785 Carlafracci è un asteroide della fascia principale. Scoperto nel 2001, presenta un'orbita caratterizzata da un semiasse maggiore pari a 2,678404 UA e da un'eccentricità di 0,053589, inclinata di 5,268520° rispetto all'eclittica. Ha un periodo di rotazione di 5,78934 ore.
Fa parte della famiglia di asteroidi Witt.
L'asteroide è dedicato a Carla Fracci, celeberrima ballerina italiana. 